# Deilmissen
Deilmissen ist ein Ortsteil des Fleckens Eime in der Samtgemeinde Leinebergland im Landkreis Hildesheim in Niedersachsen.

## Geografie
Deilmissen liegt drei Kilometer südwestlich von Eime und etwa drei Kilometer nordöstlich des Thüster Bergs. Der Ort ist durch die Kreisstraße 5 mit dem Salzhemmendorfer Ortsteil Ahrenfeld, durch die Kreisstraße 420 mit der Bundesstraße 240 im Osten und K 422 mit dem Elzer Stadtteil Esbeck im Norden verbunden. Zu Deilmissen gehört die etwa 1,5 km westlich liegende Ortslage Heinsen.

## Geschichte
Deilmissen wurde möglicherweise erstmals im Jahr 1219 urkundlich unter dem Namen Thetdelvessen erwähnt. Für das 14. Jahrhundert ist der Name Dedelmissen belegt. In der Mitte des Haufendorfs Deilmissen steht die aus dem 14. oder 15. Jahrhundert stammende evangelische Kapelle. Das im 19. Jahrhundert umgestaltete kalkverputzte gotische Bruchsteingebäude war einst Maria Magdalena geweiht. Der gemeindefreie Gutsbezirk Heinsen wurde um 1900 zu einer Ortslage der Gemeinde Deilmissen. Diese wurde 1964 Mitglied der Samtgemeinde Eime und am 1. März 1974 Ortsteil des Fleckens Eime.

## Politik

### Gemeinderat und Bürgermeister
Deilmissen wird auf kommunaler Ebene vom Gemeinderat des Fleckens Eime vertreten.

### Wappen
Der Entwurf des Kommunalwappens von Deilmissen stammt von dem Heraldiker und Wappenmaler Gustav Völker, der sämtliche Wappen in der Region Hannover entworfen hat. Das Wappen wurde der Gemeinde am 8. August 1937 durch den Oberpräsidenten der Provinz Hannover verliehen. Der Landrat aus Alfeld überreichte es am 17. Februar 1938.
| Wappen von Deilmissen | Blasonierung: „In Blau eine aufrecht gestellte bronzezeitliche, goldene Streitaxt, mit der Schneide nach rechts gekehrt.“ |
| Wappen von Deilmissen | Wappenbegründung: Die Besiedelung der Gemarkung Deilmissen ist uralt und für die Zeit um 10.000 v. Chr. durch eine Jägerstation erstmals bezeugt. Mit Beginn der Jungsteinzeit setzte die Dauerbesiedelung durch Bauern ein, die sich durch alle Kulturstufen der Urgeschichte verfolgen und durch reiche Bodenfunde belegen lässt. Die bronzene Streitaxt, die aus ersten Hälfte des zweiten Jahrtausends v. Chr. stammt, ist eines der schönsten Waffenstücke der Urzeit, die in Niedersachsen gefunden worden sind. Deshalb ist diese Streitaxt als Symbol in das Gemeindewappen gesetzt worden. |